# Leopold zu Salm-Salm

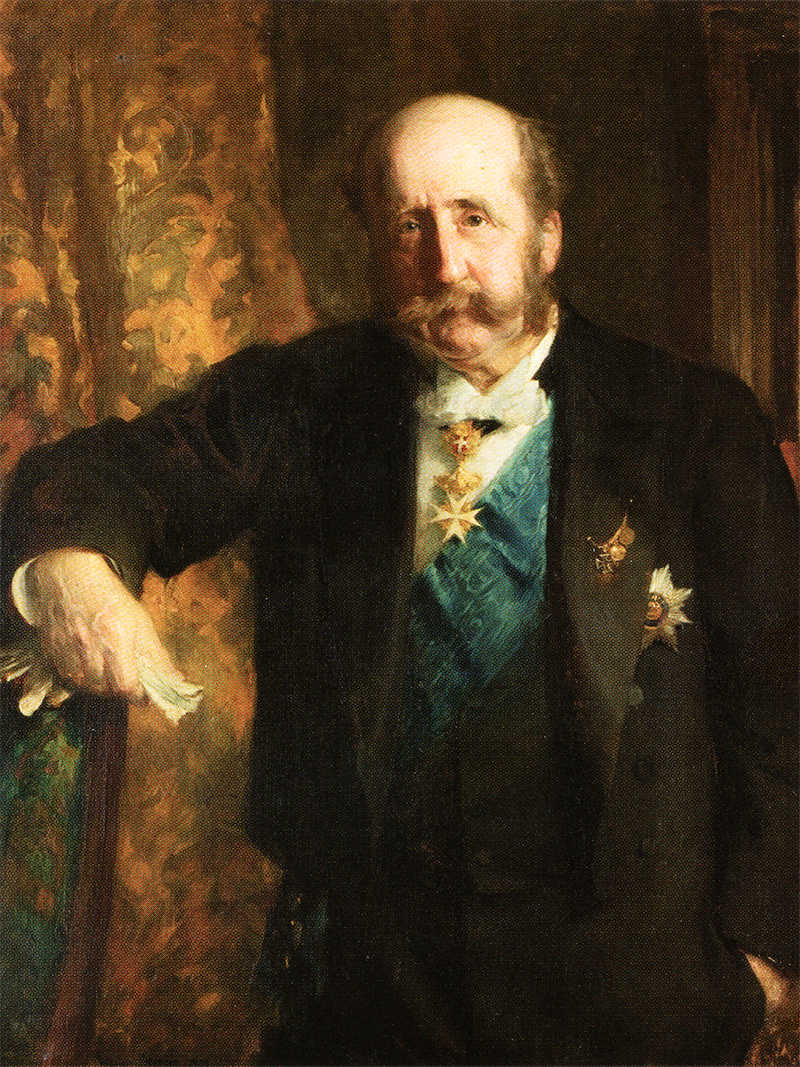
Nikolaus Leopold Joseph Maria zu Salm-Salm

Nikolaus Leopold Joseph Maria zu Salm-Salm (* 18. Juli 1838 auf Schloss Anholt in Anholt, Provinz Westfalen; † 16. Februar 1908 ebenda) war ein deutscher Zoologe und Dendrologe sowie von 1886 bis 1908 sechster Fürst zu Salm-Salm. Als Standesherr von Anholt war er von 1888 bis 1908 erbliches Mitglied des Preußischen Herrenhauses, ferner Mitglied des Provinziallandtags der Provinz Westfalen.

## Leben
Leopold zu Salm-Salm war der älteste Sohn des Fürsten Alfred Konstantin zu Salm-Salm und dessen Ehefrau, der Prinzessin Auguste Adelheid Emanuele Constanze von Croÿ (1815–1886), einer Tochter des Prinzen Ferdinand Victor Philippe von Croÿ (1791–1865).
Leopold war naturwissenschaftlich gebildet. Als Ornithologe beobachtete er die Avifauna in seiner Heimat, wo sich im Niederrheinischen Tiefland die Landschaften des Unteren Niederrheins, des Westmünsterlandes und des Achterhoek berühren. Er zeichnete seine Beobachtungen von 1890 bis 1908 auf und legte eine Sammlung von Vogelbälgen und ausgestopfter Vögel an. Außerdem sammelte er Schalenweichtiere, deren Gehäuse er in einer beachtlichen Conchylien-Sammlung vereinte. Wegen ihrer wissenschaftlichen Bedeutung gelangten die Aufzeichnungen und die Sammlungen des Fürsten nach seinem Tod in das Westfälische Provinzialmuseum für Naturkunde in Münster, die Sammlung der Schalenweichtiere, die im Zweiten Weltkrieg sehr gelitten hatte, erst 1963. Interesse zeigte der Fürst auch für Pferdesport und Pferdezucht. So war er 1. Vorsitzender des am 19. Juli 1896 gegründeten „Pferdezuchtvereins des westlichen Münsterlandes Bocholt e.V“.
Am 12. Juli 1893 heiratete Leopold zu Salm-Salm in Teplitz-Schönau die Prinzessin Eleonore Leopoldine Aloysia von Croÿ (* 13. Mai 1855 in Dülmen; † 27. Mai 1903 in Berlin), die Tochter des Prinzen Alexis Wilhelm Zephyrinus Victor von Croÿ (1825–1898) und der Prinzessin Franziska Maria Johanna Carolina Aloysia (1833–1908), einer geborenen Prinzessin zu Salm-Salm. Die Hochzeitsreise führte in die Schweiz, wo der Fürst den Gedanken entwickelte, den von ihm konzipierten, 1892 eröffneten Leopoldspark mit einem Chalet im Schweizerstil als Staffage auszustatten. 1900 ließ er den Park erweitern.
Als Erbe des Bergregals über die Bodenschätze des ehemaligen Fürstentums Salm, das auf die Bestimmungen des Reichsdeputationshauptschlusses von 1803 und die darin geregelte Entschädigung linksrheinisch „depossedierter“ Reichsfürsten zurückging, schloss Leopold zu Salm-Salm mit der Internationalen Bohrgesellschaft, der Vorgängerin der Bergwerksgesellschaft Trier, und dem Bankhaus Stein im Jahr 1898 einen Vertrag über die Bohrrechte nördlich der Lippe. Zu Ehren des Fürsten wurden die 1906 gegründete Steinkohle-Bergwerksgesellschaft „Gewerkschaft Fürst Leopold“ und das Bergwerk Fürst Leopold samt seiner Abteufschächte „Leopold I–III“ benannt. Ein am 17. August 1916 mit der Bergwerksgesellschaft Trier abgeschlossener Folgevertrag sah Einnahmen des Fürstenhauses Salm-Salm aus dem Bergzehnt bis zum Jahr 1930 vor.
Als Leopold zu Salm-Salm im Alter von 69 Jahren kinderlos verstarb, trat sein jüngerer Bruder Alfred zu Salm-Salm als siebenter Fürst zu Salm-Salm die Nachfolge an.